# البروتينات الهدف
البروتينات المستهدفة هي جزيئات حيوية وظيفية تتحكم بها وتوجهها المركبات النشطة بيولوجيًا و تستخدم في عمليات النقل والتحويل والاقتران. إن تحديد البروتينات المستهدفة، والتحقيق في عمليات نقل الإشارة وفهم تفاعلها مع الروابط عناصر أساسية للبحث الطبي الحيوي الحديث; نظرًا لأن التفاعل مع البروتينات المستهدفة هو الأصل الجزيئي لمعظم الأدوية، فإن أهميتها الخاصة في البيولوجيا الجزيئية والصيدلة الجزيئية والعلوم الصيدلانية واضحة.  تتحكم البروتينات المستهدفة في العمل و السلوك الحركي للأدوية داخل الكائن الحي.  يسهل توضيح البنية وتبادل الإشارات المتعلقة بتكوين جزئي والخصائص التحفيزية لبروتينات مستهدفة معينة التصميم العقلاني للأدوية وعمليات التكنولوجيا الحيوية.  يمكن أن تكون البروتينات المستهدفة، المعروفة بالبيولوجيا، أدوية بحد ذاتها عندما يتم التأكيد على تعديلها وصياغتها في العلوم الصيدلانية.  أخيرًا، يمكن استغلال تفاعلات محفز البروتين المستهدف لأنظمة تنظيم النسخ الجزيئي الحيوي من أجل التحكم على سبيل المثال في الأساليب العلاجية للجينات.